# Cant del Barça
Der Cant del Barça ([kan dəɫ βarsə], Katalanisch für ‚Barça-Lied‘) ist die offizielle Hymne des FC Barcelona. Die Komposition des Liedes wurde 1974 in Auftrag gegeben, um den 75. Geburtstag des Clubs zu feiern. Der Text wurde von Jaume Picas und Josep Maria Espinàs geschrieben und die Musik dazu von Manuel Valls Gorina komponiert.
Die Hymne wurde am 27. November 1974 im Camp Nou vor einem Spiel zwischen dem FC Barcelona und der DDR erstmals offiziell durch einen 3500 Personen starken Chor unter Leitung von Oriol Martorell vorgetragen. Am 28. November 1998, anlässlich des hundertjährigen Bestehens des Clubs, wurde das Lied durch den katalanischen Liedermacher Joan Manuel Serrat im Camp Nou aufgeführt. Seit 2008/09 wird der Text des Cant del Barça in den offiziellen Trikots des FC Barcelona abgedruckt.
Sie löste die 1957 geschriebene Himne a l’Estadi (‚Hymne für das Stadion‘) mit dem Incipit: Barça! Barça! Barça! ab.
Der Text des Cant del Barça hebt vor allem den integrativen und vereinigenden Charakter des Clubs hervor, indem er angibt, nicht nach geographischer Herkunft der Fans beim Erreichen gemeinsamer Ziele zu unterscheiden (katalanisch: Som la gent blaugrana / Tant se val d'on venim / Si del sud o del nord / Ara estem d'acord estem d'acord / Una bandera ens agermana – deutsch: Wir sind die Blauroten / Egal wo wir herkommen / Ob aus dem Süden oder dem Norden / Jetzt sind wir eins, wir sind eins / Eine Fahne vereinigt uns). Vor großen Spielen werden die Stadionlautsprecher während des Songs ausgeschaltet, um die emotionale Wirkung durch unbegleiteten Gesang zu verstärken.